# Ștefan Iulius Gavril
Ștefan Iulius Gavril, né le 17 juillet 1989 à Brasov, est un athlète roumain spécialiste des épreuves d'endurance.
Il est l'actuel détenteur du record de Roumanie du 5 km sur route en 14 min 06 s (Monaco) et 10 km sur route 28 min 53 s (Dakhla).

## Biographie
Après des études à l'Université d'Umeå en sciences politiques et relations internationales, il déménage avec sa famille en Italie en 2003 et commence le sport avec le kickboxing et les arts martiaux. En 2011, il remporte la Coupe du monde BestFighter en kickboxing.
Il se passionne ensuite pour la course à pied. En 2013, il participe à sa première course à Turin.
Il court sous les couleurs de Nice Athlétisme. Entre 2016 et décembre 2019, il améliore significativement ses performances en s'emparant notamment des records de Roumanie du 10 km et du 5 km,. Il accroche également quelques références de prestige à son palmarès comme une victoire au semi-marathon de Fort-de-France,, un top 10 au 10 km de Valence ou encore un top 10 sur le 5 km de Monaco.
Il représente son pays aux championnats du semi-marathon des Balkans 2020 à Zagreb et décroche la 4e place de la compétition avec un nouveau record personnel.
Il représente son pays aux championnats du semi-marathon des Balkans 2021 à Bitola.
Il représente la Roumanie lors des championnats d'Europe de cross-country 2022.

## Records
| Épreuve       | Épreuve   | Temps            | Lieu     | Date             |
| ------------- | --------- | ---------------- | -------- | ---------------- |
| 0 800 m       | Plein air | 1 min 55 s 55    | Turin    | 21 mai 2017      |
| 01 000 m      | Plein air | 2 min 30 s 14    | Monaco   | 12 juillet 2019  |
| 01 500 m      | Plein air | 3 min 52 s 09    | Pitesti  | 7 juillet 2019   |
| 01 500 m      | En salle  | 3 min 59 s 96    | Bucarest | 6 février 2019   |
| 03000 m       | Plein air | 8 min 17 s 39    | Milan    | 18 avril 2018    |
| 03000 m       | En salle  | 8 min 16 s 49    | Valence  | 22 janvier 2020  |
| 05 000 m      | Plein air | 14 min 05 s 88   | Milan    | 24 avril 2021    |
| 10 000 m      | Plein air | 29 min 33 s 44   | Londres  | 6 juin 2019      |
| 05 km (route) | Plein air | 14 min 06 s (NR) | Monaco   | 16 février 2020  |
| 10 km (route) | Plein air | 28 min 53 s (NR) | Dakhla   | 22 décembre 2019 |

## Compétitions internationales
| 2017 | Championnats des Balkans                  | Novi Pazar        | 6e   | 1500 m                                    | 3:56.93           |    |               |         |
| 2017 | Championnats des Balkans                  | Novi Pazar        | 4e   | 3000 m                                    | 8:34.15           |    |               |         |
| 2018 | Championnats des Balkans de cross         | Botosani          | 5e   | Cross 10km                                | 30:12             |    |               |         |
| 2018 | Championnats des Balkans de cross         | Botosani          | 2e   | Team                                      |                   |    |               |         |
| 2019 | Coupe d'Europe du 10 000 mètres           | Londres           |      | 10.000 m                                  | 29:33.44          |    |               |         |
| 2020 | Championnats des Balkans de semi-marathon | Zagreb            | 4e   | Semi-marathon                             | 1h07:11           |    |               |         |
| 2020 | Championnats des Balkans de semi-marathon | Zagreb            | 3e   | Team                                      | 2h18:32           |    |               |         |
| 2021 | Championnats des Balkans de semi-marathon | Macédoine du Nord | 6e   | Semi-marathon                             | 1h07:47           |    |               |         |
| 2021 | Championnats des Balkans de semi-marathon | Macédoine du Nord | 2e   | Team                                      | 2h18:32           |    |               |         |
| 2022 | Championnats d'Europe de cross-country    | Turin             | 65e  | cross-country                             | 32:42             |    |               |         |
| 2022 | Championnats d'Europe de cross-country    | Turin             | 2023 | Championnats des Balkans de semi-marathon | Macédoine du Nord | 6e | Semi-marathon | 1h07:42 |